# Caroline Arni
Caroline Arni (* 1970 in Solothurn) ist eine Schweizer Historikerin und Soziologin.

## Leben
Caroline Arni studierte Schweizer und Neuere Geschichte sowie Soziologie an der Universität Bern. Sie promovierte dort 2002 mit einer Arbeit über die Paarbeziehung um 1900, die mehrfach ausgezeichnet wurde. Danach war sie unter anderem als Assistentin am Institut für Soziologie der Universität Bern tätig. 2004/05 war sie Member am Institute for Advanced Study in Princeton, USA. Seit 2009 lehrt sie an der Universität Basel, zuerst als Assistenzprofessorin für Neuere und Neueste Geschichte und seit 2011 als ausserordentliche Professorin für allgemeine Geschichte des 19. und 20. Jahrhunderts.
Seit 2013 ist Caroline Arni Geschäftsführerin der Zeitschrift Historische Anthropologie.
Ihre Forschungsschwerpunkte liegen in der Geschlechter- und Wissenschaftsforschung sowie in der Kultursoziologie.

## Schriften (Auswahl)
- femme sociologue – femme diable. Jenny P. d’Héricourt, eine frühsoziologische Denkerin im Frankreich des 19. Jahrhunderts (= Kultursoziologie. Nr. 1298.1). Institut für Soziologie, Bern 1998.
- Entzweiungen. Die Krise der Ehe um 1900. Böhlau, Köln 2004 (Dissertation, Universität Bern, 2002).
- Historische Anthropologie: Alltag – Gesellschaft – Kultur. Thema: Konflikt. Böhlau Köln 2017, ISBN 978-3412505400
- Pränatale Zeiten: Das Ungeborene und die Humanwissenschaften. Schwabe Verlag GmbH, Basel 2018, ISBN 978-3757400033[2]
- Lauter Frauen. Zwölf historische Porträts. Echtzeit, Basel 2021, ISBN 978-3906807232[3]